# Óscar Asiain
Óscar Asiain, né le 21 février 1949, à Chihuahua, au Mexique, est un ancien joueur mexicain de basket-ball.